# FeedBurner

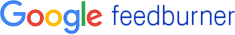
Логотип FeedBurner

FeedBurner — веб-сервис, который пропускает через себя RSS-потоки, исправляет в них мелкие ошибки и может добавить потоку дополнительную функциональность, например, кнопку Play для подкастов. Кроме того, предоставляет (на бесплатной и платной основе) статистику подписки на RSS-поток.

## Использование, основные возможности
После регистрации RSS-потока необходимо настроить переадресацию RSS-потока сайта на новый адрес, предоставленный FeedBurner’ом. После этого пользователю будет доступна статистика подписки на поток в виде диаграмм. В бесплатной версии статистики можно просмотреть динамику подписки в разные дни и статистику программ, используемых подписчиками для чтения RSS.
Кроме того, можно настроить следующие возможности для RSS-потока:
- просмотр RSS-потока в виде веб-страницы (BrowserFriendly)
- дополнительные возможности по категоризации и прослушиванию подкастов (SmartCast™)
- совместимость RSS-потока с любыми программами-клиентами для чтения RSS (SmartFeed™)
- дополнительная информация в RSS-потоке (например, ссылки для связи с автором, «добавить в Del.icio.us» и другие)
- возможность пометки элементов RSS-потока гео-тегом
- и другие.

Владельцам зарегистрированных сайтов также предоставляются следующие возможности:
- HTML-код для экспорта элементов RSS-потока на любую веб-страницу
- пинг-оповещение сервисов об обновлении RSS-потока
- форма email-подписки на обновления RSS-потока сайта
- HTML-код счётчика количества подписчиков для вставки на сайт
- HTML-код кнопок для добавления RSS-потока сайта в популярные веб-сервисы для чтения RSS
- защита RSS-потока паролем
- и другие

Обозначение FEEDBURNER не планируется к использованию на территории РФ.
Владельцы сайтов с большим количеством подписчиков могут подать заявку на участие в рекламной сети FeedBurner.

## История
3 июня 2007 года FeedBurner был приобретён компанией Google Inc. По слухам, общая сумма сделки составила 100 миллионов долларов. В последнее время из-за периодически возникающих сбоев-обнулений RSS-счетчика этого сервиса, часто возникают слухи о намерениях Google закрыть этот хронически убыточный сервис, впрочем эти слухи пока никак не подтверждаются.